# Alegeri prezidențiale în Statele Unite ale Americii, 2024
Alegerile prezidențiale au avut loc în Statele Unite la 5 noiembrie 2024. Candidatura Partidului Republican - Donald Trump, care a fost cel de-al 45-lea președinte al Statelor Unite în perioada 2017-2021, și JD Vance, senator american junior din Ohio - a învins candidatura Partidului Democrat - Kamala Harris, vicepreședinte în exercițiu, și Tim Walz, guvernator al statului Minnesota. Trump și Vance urmează să fie inaugurați ca cel de-al 47-lea președinte și cel de-al 50-lea vicepreședinte la 20 ianuarie 2025, după alegerea lor oficială de către Colegiul Electoral.
Președintele în exercițiu, Joe Biden, din partea Partidului Democrat, a candidat inițial pentru realegere ca prezumtiv candidat al partidului, întâmpinând puțină opoziție și învingându-l cu ușurință pe reprezentantul Dean Phillips; cu toate acestea, ceea ce a fost considerat în general o prestație slabă la dezbaterea din iunie 2024 a intensificat îngrijorările cu privire la vârsta și sănătatea sa și a condus la apeluri în cadrul partidului său pentru ca acesta să părăsească cursa. După ce inițial a refuzat să facă acest lucru, Biden s-a retras la 21 iulie, devenind primul președinte în exercițiu eligibil care se retrage de la Lyndon B. Johnson în 1968. Biden a sprijinit-o pe Harris, care a fost votată candidatul partidului de către delegați la 5 august 2024. Harris l-a ales pe Walz drept contracandidat. Trump, care a pierdut în 2020 în fața lui Biden, a candidat din nou pentru realegere. El a fost nominalizat în timpul Convenției Naționale Republicane din 2024 împreună cu contracandidatul său, Vance, după ce a câștigat primarele republicane.
Conform sondajelor, cele mai importante probleme pentru alegători au fost economia, asistența medicală, democrația, politica externă (în special sprijinul SUA pentru Israel și Ucraina), imigrația ilegală, avortul și schimbările climatice. Educația și drepturile LGBTQ au fost, de asemenea, subiecte importante în campanie. Alegătorii intervievați au menționat în mod constant economia ca fiind cel mai important aspect al alegerilor.

Trump a obținut o victorie decisivă, câștigând 312 voturi electorale față de 226 ale lui Harris. Trump a câștigat fiecare stat electoral, pe lângă faptul că a păstrat toate statele pe care le-a câștigat în 2020. Trump a câștigat șase state care au votat cu democrații în 2020: Arizona, Georgia, Michigan, Nevada, Pennsylvania și Wisconsin. Trump a câștigat votul popular național cu o pluralitate de 49,83%, fiind primul republican care reușește acest lucru de la George W. Bush în 2004. În raport cu alegerile din 2020, el și-a îmbunătățit cota de voturi în rândul alegătorilor din clasa muncitoare, în special în rândul tinerilor, al celor fără studii superioare și al alegătorilor hispanici. După ce a câștigat anterior în 2016, Trump a devenit al doilea președinte ales pentru un al doilea mandat neconsecutiv, la 132 de ani după ce Grover Cleveland l-a învins pe Benjamin Harrison în 1892.

## Context

### Procedură
Articolul 2 din Constituția Statelor Unite prevede că, pentru ca o persoană să devină președinte, persoana trebuie să fie cetățean natural al Statelor Unite⁠(en)[traduceți], să aibă cel puțin 35 de ani și să fi fost rezident în Statele Unite de cel puțin 14 ani. Al 22-lea amendament interzice oricărei persoane să fie aleasă președinte de mai mult de două ori. Candidații majori ai partidului caută nominalizarea printr-o serie de alegeri primare care selectează delegații care aleg candidatul la convenția națională a partidului. Convenția națională a fiecărui partid alege un candidat vicepreședințial pentru a forma biletul partidului respectiv. Candidatul la președinte își alege de obicei colegul de candidatură, care este apoi ratificat de către delegați la convenția partidului.
Alegerile generale din noiembrie sunt alegeri indirecte, în care alegătorii votează pentru o listă de membri ai Colegiului Electoral; acești alegători aleg apoi direct președintele și vicepreședintele. Birourile electorale se confruntă cu volumul de muncă crescut și cu controlul public, astfel încât oficialii din multe state cheie au căutat mai multe fonduri pentru a angaja mai mult personal, a îmbunătăți securitatea și a extinde instruirea. Această cerere apare într-un moment în care numeroase birouri electorale se confruntă cu o creștere a numărului de pensionări și un val de cereri de înregistrări publice, în parte din cauza neîncrederii electorale plantată de înfrângerea fostului președinte Donald Trump la alegerile din 2020. Atât Biden, cât și Trump candidează pentru funcția de președinte în 2024, sugerând o potențială revanșă a alegerilor din 2020, care ar fi prima revanșă prezidențială din 1956. Dacă Trump este ales, ar deveni al doilea președinte care va câștiga un al doilea mandat neconsecutiv, alăturându-se lui Grover Cleveland care a făcut-o în 1892.

### Interferențele în alegeri
Donald Trump nu a reușit să-l învingă pe Joe Biden la alegerile prezidențiale din 2020, citând acuzații false de fraudă electorală, și a continuat să respingă rezultatele alegerilor și în ianuarie 2024. Experții în securitatea alegerilor au avertizat că oficialii care neagă legitimitatea alegerilor prezidențiale din 2020 pot încerca să împiedice procesul de vot sau să refuze să certifice rezultatele alegerilor din 2024.
Sondajele dinaintea alegerilor indică o profundă dezamăgire asupra stării democrației americane. Liberalii tind să creadă că, conservatorii amenință țara cu tendințele autocratice și încercările lor de-a răsturna rezultatele din 2020. Mulți republicani sunt îngrijorați de încercările de a-l împiedica pe fostul președinte Trump să ocupe funcții publice prin orice mijloace necesare, inclusiv demiterea și acuzarea.

### Hartă electorală

#### Efectele recensământului din 2020
Acestea vor fi primele alegeri prezidențiale din SUA care au loc după redistribuirea voturilor în Colegiul Electoral al Statelor Unite după recensământul din 2020 al Statelor Unite. Dacă rezultatele alegerilor din 2020 ar rămâne aceleași (ceea ce nu s-a întâmplat niciodată în istoria alegerilor prezidențiale) în 2024, democrații ar avea 303 de voturi electorale față de 235 ale republicanilor, o ușoară schimbare față de cele 306 de voturi electorale ale lui Biden și cele 232 ale lui Trump, ceea ce înseamnă că democrații au pierdut un net de 3 voturi electorale în procesul de redistribuire. Această repartizare a voturilor colegiului electoral va rămâne doar până la alegerile din 2028. Redistribuirea va fi efectuată din nou după recensământul din 2030 al Statelor Unite.

#### Context istoric

Înclinația partizană așteptată a celor 50 de state din SUA și a Districtului Columbia la nivel prezidențial. Umbrirea fiecărui stat denotă ponderea de voturi a două partide, a câștigătorului, în medie între alegerile prezidențiale din 2016 și 2020. Statele care s-au inversat în 2020 sunt colorate în gri.

La ultimele alegeri prezidențiale, majoritatea statelor nu sunt competitive din cauza demografiei care le ține solid în spatele unuia dintre partidele majore. Din cauza naturii Colegiului Electoral, asta înseamnă că numeroase swing states — state competitive care „schimbă” balanța în favoarea partidelor Democrat sau Republican — sunt vitale în câștigarea președinției. De acum, acestea includ state din Rust Belt, cum ar fi Wisconsin, Michigan și Pennsylvania, și state din Sun Belt, cum ar fi Nevada, Arizona și Georgia. Carolina de Nord poate fi considerată și un stat câmp de luptă, din cauza rezultatului apropiat de la alegerile prezidențiale anterioare, în care Trump a câștigat doar cu 1,34%. Datorită schimbărilor demografice treptate, unele foste swing states, cum ar fi Iowa, Ohio și Florida, s-au mutat în mod semnificativ către republicani, favorizându-i în viitoarele alegeri locale și naționale. Între timp, state precum Colorado, New Mexico și Virginia s-au îndreptat considerabil către democrați, iar partidul a devenit forța politică dominantă acolo.
Coaliția electorală a democraților, și-a asigurat „statele albastre” pentru candidații democrați la președinție, fiind preferați de către afro-americani și evrei; albii care sunt mai înstăriți sau cu studii superioare, sau care trăiesc în zonele urbane. Clasa muncitorească de votanți de asemenea în mare votează cu Partidul Democrat încă din zilele New Deal, dar începând cu anii 70, mulți s-au deplasat către Partidul Republican deoarece Partidul Democrat s-a mutat semnificativ către stânga politică cu privire la problemele culturale. În schimb, tradiționala coaliție a republicanilor care domină multe „state roșii” este în mare compusă din alegători albi din mediul rural, evangheliști, în vârstă, și fără studii superioare. Republicanii de asemenea istoric au atras votanții din suburbii și din clasa de mijloc încă din anii 50, dar acest bloc s-a îndepărtat de ei în ultimii ani din cauza ascensiunii mișcării Tea Party și mai târziu a mișcării Make America Great Again. Accelerarea acestei tendințe a fost creditată cu înclinarea alegerilor prezidențiale din 2020 în favoarea democratului Joe Biden, deoarece actualul Trump a fost istoric nepopular în suburbii pentru un candidat republican, având performanțe slabe acolo în mod semnificativ.
Potrivit sondajelor recente, polarizarea generațională și rasială pare să fi scăzut semnificativ, alegătorii hispanici, asiatici, arabi și tineri având o tendință din ce în ce mai mare către Partidul Republican, în timp ce alegătorii cu vârsta peste 65 de ani și albii par să fi devenit din ce în ce mai democrați.

### Impactul unui vot către un „al treilea partid”
În timp ce candidații independenți/terți se descurcă adesea mai bine în sondaje decât performanța electorală reală, sondajele anticipate sugerează că ar putea exista un rezultat puternic pentru candidații terți în 2024. Candidații terți au în prezent cel mai bun rezultat în sondaje de la sondajul exit-poll al lui Ross Perot din anii 1990. Sondajele sunt deosebit de mari pentru Robert F. Kennedy Jr., care a renunțat la primarele Partidului Democrat pentru a candida ca independent.

## Temele de campanie

### Avortul
Se așteaptă ca accesul la avort să fie principala temă din timpul campaniei. Acestea sunt primele alegeri prezidențiale care au loc ca urmare a două hotărâri judecătorești majore care au afectat accesul la avort. Prima este decizia din 2022 Dobbs v. Jackson Women's Health Organization, în care Curtea Supremă a Statelor Unite a anulat Roe v. Wade, lăsând legea avortului în întregime în sarcina statelor, inclusiv interzicerea avortului. A doua este Alliance for Hippocratic Medicine v. U.S. Food and Drug Administration din 2023, în care un judecător federal din nord-vestul Texasului a anulat aprobarea de către FDA a mifepristonei în 2000, care ar putea scoate medicamentul de pe piață dacă ar fi susținut de instanțele superioare. Ambele hotărâri au primit un sprijin puternic din partea politicienilor și parlamentarilor republicani.
Democrații susțin în mod predominant să considere accesul la avort ca pe un drept, în timp ce politicienii republicani sunt în general în favoarea restrângerii semnificative a legalității avortului. Până în aprilie 2023, marea majoritate a statelor controlate de republicani au adoptat interdicții aproape totale privind avortul, făcându-l „în mare parte ilegal” în mare parte a Statelor Unite. Potrivit Kaiser Family Foundation, există 15 state care au interdicții de jure în stadiu incipient privind avortul, fără excepții pentru viol sau incest.

### Democrația
Se așteaptă ca Joe Biden să încadreze alegerile ca pe o bătălie pentru democrație, ceea ce face ecoul încadrării lui Biden asupra geopoliticii actuale drept „bătălia dintre democrație și autocrație”. Joe Biden a citat anterior democrația ca și „o bătălie pentru sufletul națiunii noastre” drept mesaj cheie al candidatului său de succes din 2020 și a atins în mod repetat problema democrației de când și-a anunțat candidatura pentru alegerile prezidențiale din 2020.
Campania lui Donald Trump din 2024 a fost criticată de mass-media pentru că a făcut declarații din ce în ce mai violente și autoritare, pe care unii cred că campania lui Trump se sprijină în mod intenționat. Comentariile anterioare ale lui Trump sugerând că poate „înceta” Constituția pentru a-și inversa pierderea electorală, susține că va fi dictator doar în „prima zi” a președinției sale și nu după, promisiunea sa de a folosi Departamentul de Justiție pentru a-și urmări dușmanii politici, încercările de a răsturna rezultatul alegerilor prezidențiale din Statele Unite ale Americii din 2020, eforturile republicane continue de a restricționa votul după alegerile prezidențiale din 2020 și previziunile fără temei ale lui Trump privind frauda electorală la alegerile din 2024 au stârnit îngrijorări cu privire la starea democrației în America.
Democrația este de așteptat să fie o problemă importantă în alegerile din 2024. Un sondaj AP-NORC pe 1.074 de adulți efectuat între 30 noiembrie și 4 decembrie 2023, a constatat că 62% dintre adulți au spus că democrația ar putea fi în pericol, în funcție de cine câștigă următoarele alegeri.

### Problemele economice
Pandemia de COVID-19 a lăsat în spate efecte economice care cel mai probabil vor persista în 2024. O perioadă de inflație mare a început în 2021, cauzată de o serie de factori precum pandemia și criza lanțului de aprovizionare, care mai apoi au fost amplificați de efectele economice ale invaziei ruse în Ucraine din 2022. Sondajele de opinie cu privire la modul de gestionare a economiei de către Biden au fost constant negative de la sfârșitul anului 2021. Alegătorii citează adesea problemele economice drept principala temă pentru alegerile din 2024.
Femeile au fost afectate în special de recesiunea economică ca urmare a pandemiei, în special cele care și-au părăsit locul de muncă pentru responsabilitățile de îngrijire a copiilor. Au fost introduse măsuri temporare de îngrijire a copiilor, inclusiv un credit fiscal extins pentru copii, ca parte a Planului American de Salvare, ca metode menite să ajute situația economică a părinților, dar acestea ar urma să expire înainte de alegerile din 2024.

### Educația
Sub administrația Biden, au fost emise mai multe runde de amnistiere a împrumuturilor pentru studenți, în valoare totală de peste 32 de miliarde de dolari. În august 2022, a fost dezvăluit un plan care ar elimina 10.000 de dolari din datoria de împrumut pentru studenți pentru absolvenții singuri care câștigă mai puțin de 125.000 de dolari sau cuplurile căsătorite care câștigă mai puțin de 250.000 de dolari. 20.000 de dolari ar fi fost eliminați pentru împrumutații Pell Grants, un program menit să ofere asistență bazată pe nevoi. În iunie 2023, acest plan a fost anulat prin decizia Curții Supreme Biden v. Nebraska. Biden intenționează să implementeze noi metode de reducere a datoriilor studenților, lucrând în jurul deciziei Curții Supreme. Biden a declarat că oferirea de servicii universale de pre-grădiniță, precum și un sprijin pentru îngrijitori ar fi o prioritate pentru un cel de al doilea mandat.
Unii candidați republicani și potențiali candidați văd educația ca pe o temă de campanie câștigătoare. Zeci de state au creat legi care împiedică instruirea teoriei rasiale critice, o disciplină academică axată pe examinarea inegalității rasiale. Susținătorii legilor spun că conversațiile despre identitatea rasială nu sunt potrivite pentru mediul școlar. Criticii legilor împotriva teoriei rasei critice susțin că văruiesc istoria americană și acționează ca legi ale memoriei pentru a rescrie memoria publică a istoriei SUA.

### Politica externă
Conflictele în crus de desfășurare dintre Israel și Hamas, și Rusia și Ucraina sunt de așteptat să fie niște teme importante de campanie.
Statele Unite au acordat un ajutor militar și umanitar semnificativ Ucrainei în timpul invaziei Rusiei. Politicienii democrați și un număr mare de politicieni republicani au sprijinit acest plan, argumentând că Statele Unite au un rol semnificativ în „apărarea democrației și luptei împotriva agresiunii rusești”. Unii candidați, precum Ron DeSantis și Donald Trump, susțin că Ucraina și suprimarea agresiunii rusești nu ar trebui să fie o problemă pentru Statele Unite, și că acest plan ar trebui limitat. Vivek Ramaswamy s-a pronunțat în favoarea încheierii ajutorului militar al SUA pentru Ucraina și pentru recunoașterea anexării teritoriilor de către Rusia.
În timpul războiului dintre Israel și Hamas, Biden a anunțat „fără echivoc” un ajutor militar pentru Israel, și a condamnat acțiunile Hamas și a altor militanți palestinieni catalogându-le ca fiind teroriste. Biden a cerut Congresului un fond de 10.6 miliarde de dolari pentru a acorda ajutor Israelului. Kennedy a condamnat atacurile Hamas asupra civililor israeleni și și-a declarat sprijinul pentru pachetul de ajutor către Israel. 74% din alegătorii evrei și-au arătat sprijinul pentru ajutorul militar și umanitar al administrației Joe Biden. Sprijinul lui Biden pentru Israel a deteriorat serios sprijinul musulmanilor pentru democrați în sondaje. Sondajele au indicat o împărțire semnificativă între opinia elitelor cu privire la războiul Israel-Hamas, care a luat o majoritate covârșitoare de partea Israelului și a publicului larg. Majoritatea americanilor se opune ajutorului militar american pentru Israel și consideră că Statele Unite „ar trebui să fie un mediator neutru” în conflictul israelo-palestinian, mai degrabă decât să ia partea cuiva. Dintre alegătorii cu vârstele de 18-34 de ani, 66% dezaprobă conduita Israelului în timpul războiului și 20% o aprobă, în timp ce o majoritate este de partea palestinienilor predominant în conflict

### Problemele din sănătate
Trump a făcut ca abrogarea Affordable Care Act, mai cunoscută sub numele de Obamacare, să fie o temă cheie a alegerilor din 2024. Problema politicii de sănătate și medicamente, inclusiv dacă Statele Unite ar trebui să treacă la un sistem universal de asistență medicală și pandemia de COVID-19 este de așteptat să joace un rol cheie în alegerile prezidențiale din 2024. Potrivit Deseret News, Kennedy a încercat să-și modereze poziția anti-vaccin înainte de alegeri, declarând că nu este împotriva tuturor vaccinurilor și spunându-i lui Bill Maher într-un interviu că „tot ce spun” este că „să testăm” [vaccinurile]. felul în care testăm alte medicamente. Asta nu pare nerezonabil”. West candidează pe o platformă medicală în care toți să aibă acces la medicină.

### Drepturile LGBT
În ultimii ani, politicienii conservatori din legislaturi ale statelor au introdus un număr mare și în creștere de proiecte de lege care restrâng drepturile persoanelor LGBT, în special ale persoanelor transgender.
Într-un mesaj de campanie din februarie 2023, Donald Trump a spus că, dacă va fi reales, va adopta o lege federală care ar recunoaște doar două genuri, a susținut că a fi transgender este un concept alcătuit de „stânga radicală” și va adopta aproape o duzină de politici care ar viza americanii transgender. Ron DeSantis a semnat mai multe legi anti-LGBT în calitate de guvernator al Floridei, inclusiv controversata Florida Parental Rights in Education Act, numită de critici legea „Don’t Say Gay”, care interzice discuțiile despre orientarea sexuală și identitatea de gen în școlile publice din Florida.

## Partidul Democrat

Rezultatele actuale ale votului în alegerile primare ale Partidului Democrat din 2024

Pe 25 aprilie 2023, președintele Joe Biden a anunța că va candida pentru un nou mandat, păstrând-o ca vicepreședinte pe Kamala Harris ca și coleg candidat. În consecință, republicanii și-au intensificat criticile la adresa lui Harris de când Biden și-a declarat intenția de a candida pentru funcție. La sfârșitul anului 2021, deoarece Biden se confrunta cu cote scăzute de aprobare, s-a speculat că nu va solicita realegerea, iar unii democrați proeminenți (reprezentanții Carolyn Maloney, Tim Ryan și fostul reprezentant Joe Cunningham) l-au îndemnat public pe Biden să nu candideze. Pe lângă impopularitatea lui Biden, mulți sunt îngrijorați de vârsta lui; a fost cea mai în vârstă persoană care a preluat funcția la 78 de ani și o să aibă 82 de ani la sfârșitul primului său mandat. Dacă va fi reales, ar avea 86 de ani la sfârșitul celui de-al doilea mandat. Potrivit unui sondaj NBC publicat în aprilie 2023, 70% dintre americani, inclusiv 51% dintre democrați, consideră că Biden nu ar trebui să candideze pentru un al doilea mandat. Aproape jumătate a spus că a fost din cauza vârstei lui. Conform mediei naționale a sondajelor FiveThirtyEight, cota actuală de aprobare a lui Biden este de 41%, în timp ce 55% îl dezaprobă. Au existat, de asemenea, speculații că Biden s-ar putea confrunta cu o provocare principală din partea unui membru al fracțiunii progresiste a Partidului Democrat. După ce democrații au depășit așteptările la alegerile intermediare din 2022, mulți au crezut că șansele ca Biden să candideze și să câștige nominalizarea partidului său au crescut.
Autorul Marianne Williamson și-a anunțat candidatura în februarie 2023, înainte ca Biden să-și anunțe propria candidatură pentru realegere. Williamson a căutat anterior să fie nominalizată de Partidul Democrat în 2020. În aprilie 2023, Robert F. Kennedy Jr. și-a anunțat candidatura pentru nominalizare. Membru al familiei Kennedy, este autor și avocat de mediu. Începând din iulie 2023, sprijinul lui Kennedy a rămas între 10 și 15 la sută în media sondajelor efectuate de RealClear Politics în rândul alegătorilor probabili la alegerile primare din cadrul Partidului Democrat. Pe 9 octombrie 2023, Kennedy a anunțat că va renunța la la candidatura pentru alegerile primare din cadrul Partidului Democrat și va candida în schimb ca independent. În timp ce Kennedy a fost un democrat de-a lungul vieții, ratingul său net de aprobare în rândul democraților a fost semnificativ mai scăzut decât ratingul său net de aprobare în rândul alegătorilor republicani. Într-un sondaj New York Times/Sienna College realizat la sfârșitul lunii iulie, Kennedy a avut un rating net de dezaprobare de 31% în rândul democraților, dar un rating net de aprobare de 36% în rândul republicanilor. Reprezentantul Dean Phillips și-a anunțat candidatura împotriva lui Biden pe 26 octombrie.
În decembrie 2023, filialele de stat ale Partidului Democrat din Florida, Carolina de Nord și Tennessee au anunțat că numai președintele Biden va apărea pe buletinul de vot primar în acele state. Mișcarea a fost criticată ca fiind nedemocratică de rivalii lui Biden, Dean Phillips, Marianne Williamson și Cenk Uygur.
Williamson și-a anunțat retragerea inițială pe 7 februarie 2024, deși și-a reluat campania câteva săptămâni mai târziu. Pe 6 martie 2024, Philips și-a suspendat campania după ce nu a câștigat niciun stat în noaptea anterioară Super Tuesday, urmat de Williamson pe 11 iunie. În ciuda faptului că a fost perceput ca un candidat minor, Palmer a câștigat caucusurile din Samoa Americană, făcându-l primul candidat care a câștigat un stat în alegerile primare disputat împotriva unui președinte în exercițiu de la Ted Kennedy în 1980. Nu a câștigat alte bătălii și și-a suspendat candidatura pe 15 mai 2024. Pe 12 martie 2024, Biden a obținut o majoritate de delegați, devenind oficial candidatul democrat probabil la președinție. Williamson a reintrat în cursa prezidențială pe 2 iulie și a cerut o convenție deschisă.
În urma unei dezbateri împotriva lui Donald Trump pe 27 iunie 2024 și a diagnosticării cu COVID-19 la mijlocul lunii iulie, pe 21 iulie 2024, Biden a anunțat că se va retrage din cursa prezidențială, permitând democraților să aleagă un nou candidat. He endorsed incumbent Vice President Kamala Harris for the presidential nomination. La scurt timp după, Kamala Harris a anunțat că va participa pentru nominalizarea democraților. Până la sfârșitul zilei următoare, pe 22 iulie, Harris și-a asigurat numărul necesar de susținere din partea delegaților pentru a devenii noul nominalizat probabil. Nominalizatul partidului va fi oficial ales la Convenția Națională Democrată, programată între 19 și 22 august.

### Nominalizat
| Buletinul Partidului Democrat din 2024                                 | Buletinul Partidului Democrat din 2024                    |
| Kamala Harris                                                          | Tim Walz                                                  |
| ---------------------------------------------------------------------- | --------------------------------------------------------- |
| Pentru președinție                                                     | Pentru vicepreședinție                                    |
|                                                                        |                                                           |
| Al 49-lea vicepreședinte al Statelor Unite ale Americii (2021-prezent) | Al 41-lea guvernator al statului Minnesota (2019-prezent) |
| Logo-ul                                                                |                                                           |

### Opțiuni alternative pe buletinul de vot
| Nume                                                     | Nume | Număr delegați | Vot popular    |
| -------------------------------------------------------- | ---- | -------------- | -------------- |
| Fără preferințe/Niciuna din opțiunile de mai sus/Indecis |      | 20 (0.9%)      | 468,107 (3.9%) |

## Partidul Republican

Rezultatele actuale ale votului în alegerile primare ale Partidului Republican din 2024

Donald Trump, pe atunci președinte în exercițiu, a fost învins de Biden la alegerile din 2020 și nu are mandat limitat pentru a candida din nou în 2024, făcându-l al cincilea fost președinte care a solicitat un al doilea mandat neconsecutiv. Dacă va câștiga, Trump ar fi al doilea președinte care va câștiga un mandat neconsecutiv, după Grover Cleveland în 1892. Trump a depus o declarație de candidatură la Comisia Electorală Federală (FEC) pe 15 noiembrie 2022 și și-a anunțat candidatura într-un discurs la Mar-a-Lago în aceeași zi. Trump este considerat unul dintre favoriți pentru nominalizarea republicană la președinție, după anunțul său din campania electorală din 2024, pe 15 noiembrie 2022. Trump a anunțat în martie 2022 că dacă va candida pentru realege și va câștiga nominalizarea republicană la președinție, fostul său vicepreședinte Mike Pence nu o să fie colegul său de candidatură.
În martie 2023, Trump a fost acuzat pentru plățile sale de bani nedeclarați către actrița de filme pentru adulți Stormy Daniels. Trump a fost din nou acuzat în iunie pentru manipularea documentelor clasificate care conțineau materiale sensibile pentru securitatea națională. Trump a pledat nevinovat pentru toate acuzațiile legate de aceste cazuri.
Trump ar putea deveni ineligibil pentru a fi în buletinul de vot din Colorado, Curtea Supremă din Colorado hotărând în decizia sa din decembrie 2023 Anderson v. Griswold că a încălcat clauza de insurecție a celui de-al 14-lea amendament din Constituția Statelor Unite pentru rolul său în asaltul asupra Capitoliului din 6 ianuarie, deși decizia este în prezent suspendată. Secretarul de stat din Maine, Shenna Bellows, a hotărât, de asemenea, în decembrie 2023, că Trump nu poate apărea pe buletinul de vot din Maine, invocând și ea tot Clauza de insurecție, acea decizie fiind, de asemenea, amânată în așteptarea apelului.
Guvernatorul Floridei, Ron DeSantis, a fost văzut ca principalul competitor al lui Trump pentru nominalizarea republicană; a strâns mai multe fonduri de campanie în prima jumătate a anului 2022 și a avut procente în sondaje mai favorabile decât Trump până la sfârșitul lui 2022. Pe 24 mai 2023, DeSantis și-a anunțat candidatura pe Twitter într-o conversație online cu CEO-ul Twitter, Elon Musk. „Declinul american nu este inevitabil – este o alegere... Candidez pentru președinția Statelor Unite pentru a conduce marea noastră revenire americană”, a adăugat DeSantis. Campania sa a declarat că a strâns 1 milion de dolari în prima oră după anunțarea candidaturii sale. Vorbind la Fox & Friends, el a declarat că va „distruge stângismul” în Statele Unite. La sfârșitul lunii iulie 2023, media națională a sondajelor FiveThirtyEight a alegerilor primare din cadrul Partidului Republican îl aveau pe Trump la 52%, iar pe DeSantis la 15.
Fostul ambasador al ONU, Nikki Haley, a câștigat teren și se află pe locul doi în New Hampshire, în mediile sondajelor compilate de RealClearPolitics, la începutul lunii noiembrie 2023.
În urma caucusurilor din Iowa, în care Trump a înregistrat o victorie zdrobitoare, DeSantis și omul de afaceri Vivek Ramaswamy au renunțat la cursă și l-au susținut pe Trump, lăsându-l pe fostul președinte și pe Nikki Haley, fostul guvernator al Carolinei de Sud care a servit în cabinetul lui Trump, ca singuri care au rămas candidații principali. Trump continued to win all four early voting contests while Haley's campaign struggled to gain momentum. Trump a continuat să câștige toate cele patru bătălii de vot anticipat, în timp ce campania lui Haley s-a luptat să câștige avânt. Pe 6 martie 2024, a doua zi după ce a câștigat doar un stat în alegerile primare din cincisprezece în Super Tuesday, Haley și-a suspendat campania. Trump a devenit singurul candidat major rămas pentru nominalizarea la președinția republicană.
Pe 12 martie 2024, Trump a devenit oficial candidatul republican probabil.

### Nominalizatul republican
| Buletinul Partidului Republican din 2024                        | Buletinul Partidului Republican din 2024 |
| Donald Trump                                                    | J. D. Vance                              |
| --------------------------------------------------------------- | ---------------------------------------- |
| Pentru președinție                                              | Pentru vicepreședinție                   |
|                                                                 |                                          |
| Al 45-lea președinte al Statelor Unite ale Americii (2017-2021) | Senator al statului Ohio (2023-prezent)  |
| Logo-ul                                                         |                                          |

### Opțiuni alternative pe buletinul de vot
| Nume                                                     | Nume | Număr delegați | Vot popular    |
| -------------------------------------------------------- | ---- | -------------- | -------------- |
| Fără preferințe/Niciuna din opțiunile de mai sus/Indecis |      | 0 (0%)         | 112,251 (0.6%) |

## Candidați independenți și de la „partide terțe”
Numeroși candidați independenți sau din partea unui partid terț au anunțat că vor participa la prezidențiale.
Activistul anti-vaccin și avocatul de mediu Robert F. Kennedy Jr. a primit sprijin în cadrul alegătorilor anti-sistem dezamăgiți de politica americană tradițională, câștigând procente importante în unele sondaje care măsoară popularitatea independenților. S-a confruntat cu critici din cauza sprijinului pentru o mulțime de teorii ale conspirației, în principal legate de asasinarea lui John F. Kennedy și vaccinurile pentru combaterea COVID-19. Activistul și intelectualul de stânga Cornel West a anunțat o campanie ca independent după ce a anunțat inițial o candidatură din partea Partidului Popular și mai târziu din partea Partidului Verzilor. Organizația politică centristă No Labels, care a contribuit la crearea grupului bipartizan pentru rezolvarea problemelor din Camera Reprezentanților Statelor Unite, a spus, de asemenea, că ar lua în considerare candidatul unui al treilea partid, invocând sondaje pentru un astfel de candidat. Unele partide consacrate, cum ar fi Partidul Solidarității Americane, Partidul Prohibiției și Partidul pentru Socialism și Eliberare și-au anunțat candidații la președinție, în timp ce altele, cum ar fi Partidul Libertarian și Partidul Verzilor, nu au organizat încă alegerile primare.

### Nominalizări notabile
Următoarele persoane au fost nominalizate de partidele lor respective pentru a candida la președinție.

#### Cu acces majoritar la vot

##### Partidul Libertarian
Chase Oliver a fost ales de Partidul Libertarian să candideze la președinție pe 26 mai 2024, la Convenția Națională Libertariană din 2024. Oliver a fost candidatul partidului la alegerile pentru Senatul Statelor Unite din Georgia din 2022. La datele din mai 2024, partidul are acces la vot în cel puțin 37 de state, cu un total de 380 de voturi electorale.
| Buletinul Partidului Libertarian din 2024 | Buletinul Partidului Libertarian din 2024 |
| Chase Oliver                              | Mike ter Maat                             |
| ----------------------------------------- | ----------------------------------------- |
| Pentru președinție                        | Pentru vicepreședinție                    |
|                                           |                                           |
| Director de cont de vânzări din Georgia   | Economist din Virginia                    |
| Logo-ul                                   |                                           |

##### Partidul Verde
Jill Stein a anunțat pe 26 mai 2024 că campania ei a acumulat suficienți delegați pentru a-și asigura nominalizarea Partidului Verde și, astfel, a devenit candidatul probabil. Stein a fost candidatul partidului în 2012 și 2016. Stein este medic și fost membru al întâlnirii din Lexington. Niciun coleg de candidatură nu a fost încă anunțat, Convenția Națională a Verzilor din 2024 urmând să aibă loc între 15 și 18 august 2024. La datele din iunie 2024, Stein are acces la buletinele de vot atât pe linia de vot a Partidului Verzilor, cât și pe cele independente în cel puțin 22 de state cu un total de 273 de voturi electorale.
| Buletinul Partidului Verde din 2024 | Buletinul Partidului Verde din 2024 |
| Jill Stein                          | TBA                                 |
| ----------------------------------- | ----------------------------------- |
| Pentru președinție                  | Pentru vicepreședinție              |
|                                     |                                     |
| Fizician din Massachusetts          | TBA                                 |
| Logo-ul                             |                                     |

#### Cu acces parțial la vot
These parties have ballot access in some states, but not enough to get 270 votes to win the presidency, without running a write-in campaign.
- Partidul Solidarității Americane: Peter Sonski, politician local din Connecticut[208]
- Partidul Constituției: Randall Terry, activist antiavort și candidat peren[209]
- Partidul Prohibiției: Michael Wood, om de afaceri[210]
- Partidul pentru Socialism și Libertate: Claudia De la Cruz, activist politic[211][212]

#### Fără acces pe buletinele de vot
- Partidul Socialist din SUA: Bill Stodden, executiv nonprofit[213][214]
- Partidul Socialist al Egalității: Joseph Kishore, scriitor și nominalizat în SEP în 2020[215]
- Partidul Socialist Muncitoresc: Rachele Fruit, lucrător la hotel și sindicalist[216]
- Partidul Transumanist: Tom Ross, tehnician și activist politic[217]

### Candidați notabili declarați
Următoarele persoane și-au declarat intenția de a candida la președinție.

#### Independenți

##### Cornel West
Cornel West este un activist și intelectual socialist care a anunțat o campanie ca independent după ce a anunțat inițial o candidatură din partea Partidului Popular și mai târziu ca candidat al Partidului Verzilor. Colegiala lui este Melina Abdullah, un lider academic și civic din California.
| Buletinul candidatului independent Cornel West | Buletinul candidatului independent Cornel West |
| Cornel West                                    | Melina Abdullah                                |
| ---------------------------------------------- | ---------------------------------------------- |
| Pentru președinție                             | Pentru vicepreședinție                         |
|                                                |                                                |
| Academician și activist din California         | Academician și lider activist din California   |
| Logo-ul                                        |                                                |

##### Alți candidați independenți
- Shiva Ayyadurai, inginer, antreprenor și activist anti-vaccin; candidat la Senatul SUA din Massachusetts în 2018 și 2020[218][219][b]
- Johnny Buss, coproprietar și vicepreședinte pentru dezvoltarea strategică a Los Angeles Lakers[220][221]
- Joseph "Afroman" Foreman, rapper[222][223][224][225]
- Taylor Marshall, podcaster și autor[226][227][223][228]

### Candidați retrași
Următoarele persoane notabile și-au anunțat și apoi și-au suspendat campaniile înainte de alegeri:
- Kanye West, rapper, candidat la președinție în 2020[229]
- Robert F. Kennedy Jr., avocat de mediu, activist antivaccin și conspiraționist, candidat la alegerile primare din Partidul Democrat din 2024 și candidat independent la alegerile prezidențiale din 2024 (susținere pentru Trump)[230]

## Sondaje și prognoze

### Prognoze
Analiștii electorali și experții politici emit previziuni probabilistice pentru a oferi cititorilor o idee despre cât de probabile sunt diferitele rezultate electorale. Aceste previziuni folosesc o varietate de factori pentru a determina probabilitatea ca fiecare candidat să câștige fiecare stat. Majoritatea predictorilor electorali folosesc următoarele evaluări:
- "nesigur": fără avantaj
- „marjă” (folosit de unii analiști): avantaj care nu este chiar la fel de puternic ca „sprijin"
- "sprijin": avantaj ușor
- "preferabil": avantaj semnificativ, dar depășit
- "sigur" sau "solid": șanse aproape sigure de victorie

Mai jos este o listă a statelor considerate de una sau mai multe prognoze a fi competitive; statele care sunt considerate a fi „sigure” sau „solide” de către toți prognozatorii (The Cook Political Report, Sabato's Crystal Ball și Inside Elections) sunt omise din motive de concizie.
| Stat           | VE    | PVI       | Rezultatele din 2020 | Marja din 2020 | IE 26 aprilie, 2023         | Sabato 29 iunie, 2023       | Cook 19 decembrie, 2023     | CNalysis 15 noiembrie, 2023 |
| -------------- | ----- | --------- | -------------------- | -------------- | --------------------------- | --------------------------- | --------------------------- | --------------------------- |
| Alaska         | 3     | R+8       | 52.8% R              | 10.06%         | Solid R                     | Preferabil R                | Solid R                     | Foarte preferabil R         |
| Arizona        | 11    | R+2       | 49.4% D              | 0.31%          | Nesigur                     | Nesigur                     | Nesigur                     | Nesigur                     |
| Florida        | 30    | R+3       | 51.2% R              | 3.36%          | Sprijin R                   | Preferabil R                | Preferabil R                | Foarte preferabil R         |
| Georgia        | 16    | R+3       | 49.5% D              | 0.24%          | Nesigur                     | Nesigur                     | Nesigur                     | Nesigur                     |
| Iowa           | 6     | R+6       | 53.1% R              | 8.20%          | Preferabil R                | Preferabil R                | Solid R                     | Solid R                     |
| Maine          | 2     | D+2       | 53.1% D              | 9.07%          | Preferabil D                | Preferabil D                | Preferabil D                | Foarte preferabil D         |
| ME–02          | 1     | R+6       | 52.3% R              | 7.44%          | Sprijin R                   | Sprijin R                   | Preferabil R                | Foarte preferabil R         |
| Michigan       | 15    | R+1       | 50.6% D              | 2.78%          | Marjă D                     | Sprijin D                   | Nesigur                     | Marjă D                     |
| Minnesota      | 10    | D+1       | 52.4% D              | 7.11%          | Sprijin D                   | Preferabil D                | Preferabil D                | Foarte preferabil D         |
| NE–02          | 1     | Egalitate | 52.0% D              | 6.50%          | Sprijin D                   | Sprijin D                   | Preferabil D                | Sprijin D                   |
| Nevada         | 6     | R+1       | 50.1% D              | 2.39%          | Marjă D                     | Nesigur                     | Nesigur                     | Nesigur                     |
| New Hampshire  | 4     | D+1       | 52.7% D              | 7.35%          | Sprijin D                   | Sprijin D                   | Preferabil D                | Foarte preferabil D         |
| New Mexico     | 5     | D+3       | 54.3% D              | 10.79%         | Solid D                     | Preferabil D                | Solid D                     | Solid D                     |
| North Carolina | 16    | R+3       | 49.9% R              | 1.35%          | Marjă R                     | Sprijin R                   | Sprijin R                   | Nesigur                     |
| Ohio           | 17    | R+6       | 53.3% R              | 8.03%          | Preferabil R                | Preferabil R                | Solid R                     | Foarte preferabil R         |
| Pennsylvania   | 19    | R+2       | 50.0% D              | 1.16%          | Nesigur                     | Nesigur                     | Nesigur                     | Nesigur                     |
| Texas          | 40    | R+5       | 52.1% R              | 5.58%          | Preferabil R                | Preferabil R                | Preferabil R                | Sprijin R                   |
| Virginia       | 13    | D+3       | 54.1% D              | 10.11%         | Preferabil D                | Preferabil D                | Solid D                     | Foarte preferabil D         |
| Wisconsin      | 10    | R+2       | 49.5% D              | 0.63%          | Nesigur                     | Nesigur                     | Nesigur                     | Nesigur                     |
| Media          | Media | Media     | Media                | Media          | D - 247 R - 235 56 nesigure | D - 260 R - 235 43 nesigure | D - 226 R - 235 77 nesigure | D - 241 R - 219 78 nesigure |

### Predicțiile NBC
NBC Decision Desk declară câștigătorul alegerilor pe fiecare stat când devine matematic imposibil (nu doar improbabil) ca să câștige contracandidatul. NBC l-a declarat pe Trump câștigător în Kentucky, Indiana, Virginia de Vest, Florida, Missouri, Alabama, Olkahoma, Tennessee, Carolina de Sud, Arkansas, Texas, Wyoming, Dakota de Sud, Dakota de Nord, Mississippi, Louisiana, Ohio, Kansas, Utah, Montana, Iowa, Idaho, Carolina de Nord, Georgia, Pennsylvania, Wisconsin. Harris a fost declarată câștigătoare în Vermont, Massachusetts, District of Columbia, Maryland, Delaware, Rhode Island, New York, Illinois, Colorado, California, Oregon, Washington, Connecticut, Virginia, Hawaii, New Mexico, Minnesota, New Jersey. În Nebraska Trump a câștigat 4 din cei 5 electori, Harris a câștigat unul dintre ei.
Ca electori: Harris 219, Trump 276.
Femeile o preferă pe Harris, în timp ce bărbații îl preferă pe Trump. În orice alegeri, începând cu 1980, femeile au votat în număr mai mare decât bărbații. Trump a făcut progrese cu privire la alegătorii tineri (sub 30 ani) și la cei de culoare (negri și latino). Harris a făcut progrese cu privire la alegătorii albi și la cei în vârstă (65+). Podcastul lui Joe Rogan a influențat mulți bărbați tineri să voteze cu Trump. Trump a pierdut mulți alegători LGBTQ. El a câștigat mulți alegători rurali și independenți. Americanii cu diplome universitare o preferă pe Harris.
Democratul Josh Stein a fost ales guvernator al statului Carolina de Nord.
La ora 04:24, ora României, pe 6 noiembrie 2024 nu existau mari surprize în cursa electorală.
Republicanii vor prelua controlul Senatului.
La ora 05:50, ora României, pe 6 noiembrie 2024 niciunul dintre cele 7 state competitive (nesigure) nu avea un câștigător declarat. Între timp Trump a câștigat Carolina de Nord, Georgia, Pennsylvania, Wisconsin (state competitive).
În discursul său de la ora 9:25, ora României, pe 6 noiembrie 2024 Trump a promis că va începe o epocă de aur a SUA.
La ora 09:55, ora României, pe 6 noiembrie 2024 NBC nu a declarat câștigătorul alegerilor prezidențiale și nici dacă republicanii vor prelua controlul Camerei Reprezentanților.
Câștigând Alaska și un elector din Maine, Trump va obține 270 electori, dar NBC nu poate declara încă acest lucru drept deja petrecut în mod cert.
Amendamente constituționale care legiferează dreptul la avort au fost adoptate în mai multe state, cu excepția Floridei și Dakotei de Sud. Dar mulți care au votat în favoarea dreptului la avort au votat cu Trump. În schimb Nebraska a interzis avortul după primul trimestru.
La ora 12:32, ora României, pe 6 noiembrie 2024 NBC l-a declarat pe Trump drept președintele ales.

## Dezbateri
În aprilie 2022, Comitetul Național Republican a votat în unanimitate retragerea din Comisia pentru Dezbateri Prezidențiale (CPD). În mai 2024, campania Biden a propus găzduirea a două dezbateri în afara programului CPD și refuzul de a participa la dezbaterile găzduite de CPD. Biden și Trump au fost de acord cu dezbaterile la CNN pe 27 iunie și la ABC News pe 10 septembrie. Tabăra Harris a sugerat că o altă dezbatere ar putea avea loc în octombrie, după dezbaterea din 10 septembrie cu Trump. Pe 12 septembrie, Trump a anunțat că nu va avea loc a treia dezbatere prezidențială.

### Dezbaterea prezidențială din 27 iunie: Biden vs. Trump
CNN a găzduit prima dezbatere majoră a alegerilor pe 27 iunie la Atlanta, cu 51 de milioane de telespectatori care au vizionat-o. Presa a caracterizat performanța de la dezbatere a lui Biden drept un „dezastru”. Unii experți au remarcat că el și-a pierdut frecvent șirul de idei și a dat răspunsuri vagi și confuze.
G. Elliott Morris și Kaleigh Rogers de la emisiunea 538 de la ABC News au susținut că Biden nu a reușit să le asigure alegătorilor că este capabil să continue drept președinte pentru încă patru ani. După dezbatere, aleșii, strategii de partid și organizatorii de strângere de fonduri au discutat despre înlocuirea lui Biden ca candidat al partidului, inclusiv dacă democrații de seamă ar trebui să facă o declarație publică în care să-i ceară să se retragă. Ca răspuns, Biden a declarat inițial că nu va renunța, iar politicieni democrați proeminenți, inclusiv Barack Obama și Hillary Clinton, și-au reiterat sprijinul pentru Biden în urma dezbaterii. Performanța dezbaterii l-a determinat pe Biden să-și retragă în cele din urmă oferta pentru realegere pe 21 iulie.

### Dezbaterea prezidențială din 10 septembrie: Harris vs. Trump
A doua dezbatere prezidențială a avut loc marți, 10 septembrie, la ABC News, cu 67,1 milioane de telespectatori care au vizionat-o. Trump propusese o dezbatere la Fox News în loc de dezbaterea de la ABC, dar mai târziu a acceptat dezbaterea de laABC. Dezbaterea a avut loc la Centrul Național al Constituției din Philadelphia și a durat aproximativ 100 de minute. Subiectele de dezbatere la ABC au inclus avortul, economia, politica externă și imigrația. Majoritatea organizațiilor de știri au declarat-o pe Harris câștigătoarea dezbaterii, iar sondajele au arătat că alegătorii au crezut că Harris a câștigat dezbaterea cu ceea ce The Washington Post a descris drept o marjă „istorică”. În timpul dezbaterii, Trump a făcut numeroase afirmații false și declarații extreme, inclusiv afirmații false despre imigranții care, chipurile, mănâncă animale de companie, și democrați care susțin pruncuciderea. CNN a descoperit că Trump a făcut peste 30 de afirmații false în timpul dezbaterii, iar Harris a făcut doar una. Republicanii au atribuit performanța slabă la dezbatere a lui Trump percepției lor cum că moderarea dezbaterii de către ABC News ar fi fost părtinitoare, acuzând moderatorii că l-au verificat pe Trump de mai mult de patru ori, dar nu au verificat-o și pe Harris.

### Dezbaterea vicepreședinților din 1 octombrie: Vance vs. Walz
Candidații la vicepreședinție JD Vance și Tim Walz au participat la o dezbaterea găzduită de CBS News pe 1 octombrie la CBS Broadcast Center din New York City. Subiectele discutate în timpul dezbaterii au inclus imigrația, avortul și economia. Verificarea faptelor s-a făcut în principal numai online, Vance făcând mai multe afirmații false și înșelătoare decât Walz.
Patruzeci și trei de milioane de telespectatori au urmărit dezbaterea. Mulți observatori au văzut dezbaterea ca fiind „pozitivă” și „civilizată”. Potrivit sondajelor, ambii candidați au fost în măsură egală considerați câștigători în urma sondajelor efectuate în rândul telespectatorilor care au fost întrebați cine a câștigat dezbaterea, în timp ce Vance a fost considerat câștigătorul de către majoritatea editorialiștilor.

### Dezbateri mici și forumuri
Au fost organizate diverse dezbateri și forumuri, sponsorizate de Fundația Free & Equal Elections.

## Rezultate

### Rezultate la nivel național
| Candidat                                    | Partid                                      | Partid                                      | Voturi                                      | %                                           | Electori câștigați |
| ------------------------------------------- | ------------------------------------------- | ------------------------------------------- | ------------------------------------------- | ------------------------------------------- | ------------------ |
| Donald Trump                                |                                             | Partidul Republican                         | 77,302,580                                  | 49,80%                                      | 312                |
| Kamala Harris                               |                                             | Partidul Democrat                           | 75,017,613                                  | 48,32%                                      | 226                |
| Jill Stein                                  |                                             | Partidul Verde                              | 862,049                                     | 0,56%                                       | 0                  |
| Robert F. Kennedy Jr.                       |                                             | Independent                                 | 756,393                                     | 0,49%                                       | 0                  |
| Chase Oliver                                |                                             | Partidul Libertarian                        | 650,126                                     | 0,42%                                       | 0                  |
| Alți candidați                              | Alți candidați                              | Alți candidați                              | 649,541                                     | 0,42%                                       | —                  |
| Total voturi                                | Total voturi                                | Total voturi                                | 155,238,302                                 | 100%                                        | 538                |
| Voturi electorale necesare pentru câștigare | Voturi electorale necesare pentru câștigare | Voturi electorale necesare pentru câștigare | Voturi electorale necesare pentru câștigare | Voturi electorale necesare pentru câștigare | 270                |

### Rezultate pe stat
| Districtor statal   | Trump/Vance Republican | Trump/Vance Republican | Trump/Vance Republican | Harris/Walz Democrat | Harris/Walz Democrat | Harris/Walz Democrat | Stein/Ware Verzii | Stein/Ware Verzii | Stein/Ware Verzii | Kennedy/Shanahan Independent | Kennedy/Shanahan Independent | Kennedy/Shanahan Independent | Oliver/Maat Libertarian | Oliver/Maat Libertarian | Oliver/Maat Libertarian | Alții  | Alții | Alții | Marjă  | Marjă | Schimbare marjă | Total voturi |
| Districtor statal   | Votes                  | %                      | EV                     | Voturi               | %                    | EV                   | Voturi            | %                 | EV                | Voturi                       | %                            | EV                           | Voturi                  | %                       | EV                      | Voturi | %     | EV    | Voturi | %     | %               | Total voturi |
| ------------------- | ---------------------- | ---------------------- | ---------------------- | -------------------- | -------------------- | -------------------- | ----------------- | ----------------- | ----------------- | ---------------------------- | ---------------------------- | ---------------------------- | ----------------------- | ----------------------- | ----------------------- | ------ | ----- | ----- | ------ | ----- | --------------- | ------------ |
| Alabama             | 1,457,704              | 64.8%                  | 9                      | 769,391              | 34.2%                | –                    | 4,301             | 0.2%              | –                 | 12,026                       | 0.5%                         | –                            | 4,915                   | 0.2%                    | –                       |        |       | –     |        |       |                 | 2,257,052    |
| Alaska              |                        |                        | 3                      |                      |                      | –                    |                   |                   | –                 |                              |                              | –                            |                         |                         | –                       |        |       | –     |        |       |                 |              |
| Arizona             |                        |                        | 11                     |                      |                      | –                    |                   |                   | –                 |                              |                              | –                            |                         |                         | –                       |        |       | –     |        |       |                 |              |
| Arkansas            | 758,651                | 64.2%                  | 6                      | 395,851              | 33.5%                | –                    | 4,264             | 0.4%              | –                 | 13,223                       | 1.1%                         | –                            | 5,708                   | 0.5%                    | –                       | 3,272  | 0.3%  | –     |        |       |                 | 1,180,216    |
| California          |                        |                        | –                      |                      |                      | 54                   |                   |                   | –                 |                              |                              | –                            |                         |                         | –                       |        |       | –     |        |       |                 |              |
| Colorado            |                        |                        | –                      |                      |                      | 10                   |                   |                   | –                 |                              |                              | –                            |                         |                         | –                       |        |       | –     |        |       |                 |              |
| Connecticut         | 736,567                | 42.0%                  | –                      | 989,545              | 56.4%                | 7                    | 14,292            | 0.8%              | –                 | 8,427                        | 0.5%                         | –                            | 6,731                   | 0.4%                    | –                       |        |       | –     |        |       |                 |              |
| Delaware            | 214,184                | 41.9%                  | –                      | 289,585              | 56.6%                | 3                    | –                 | –                 | –                 | 4,633                        | 0.9%                         | –                            | 2,037                   | 0.4%                    | –                       | 914    | 0.2%  | –     |        |       |                 | 518,329      |
| Districtul Columbia |                        |                        | –                      |                      |                      | 3                    |                   |                   | –                 |                              |                              | –                            |                         |                         | –                       |        |       | –     |        |       |                 |              |
| Florida             | 6,109,443              | 56.1%                  | 30                     | 4,680,748            | 43.0%                | –                    | 43,116            | 0.4%              | –                 | –                            | –                            | –                            | 31,957                  | 0.3%                    | –                       | 25,231 | 0.22% | –     |        |       |                 | 10,890,948   |
| Georgia             | 2,661,056              | 50.7%                  | 16                     | 2,544,281            | 48.5%                | –                    | 18,195            | 0.3%              | –                 | –                            | –                            | –                            | 20,670                  | 0.4%                    | –                       |        |       | –     |        |       |                 |              |
| Hawaii              | 193,169                | 37.5%                  | –                      | 312,384              | 60.6%                | 4                    | 4,372             | 0.8%              | –                 | –                            | –                            | –                            | 2,719                   | 0.5%                    | –                       | 2,864  | 0.6%  | –     |        |       |                 |              |
| Idaho               | 605,041                | 66.9%                  | 4                      | 274,838              | 30.4%                | –                    | 2,971             | 0.3%              | –                 | 12,809                       | 1.4%                         | –                            | 4,462                   | 0.5%                    | –                       | 4,344  | 0.46% | –     |        |       |                 |              |
| Illinois            | 2,414,506              | 44.5%                  | –                      | 2,939,022            | 54.1%                | 19                   | –                 | –                 | –                 | 77,992                       | 1.4%                         | –                            | –                       | –                       | –                       |        |       | –     |        |       |                 |              |
| Indiana             | 1,711,713              | 58.6%                  | 11                     | 1,158,650            | 39.7%                | –                    | –                 | –                 | –                 | 29,195                       | 1.0%                         | –                            | 20,356                  | 0.7%                    | –                       |        |       | –     |        |       |                 |              |
| Iowa                | 926,653                | 56.0%                  | 6                      | 706,556              | 42.7%                | –                    | –                 | –                 | –                 | 13,105                       | 0.8%                         | –                            | 7,212                   | 0.4%                    | –                       | 2,289  | 0.1%  | –     |        |       |                 | 1,655,722    |
| Kansas              | 741,949                | 57.2%                  | 6                      | 532,475              | 41.0%                | –                    | –                 | –                 | –                 | 15,823                       | 1.2%                         | –                            | 7,420                   | 0.6%                    | –                       |        |       | –     |        |       |                 |              |
| Kentucky            | 1,336,227              | 64.6%                  | 8                      | 700,920              | 33.9%                | –                    | 7,538             | 0.4%              | –                 | 16,753                       | 0.8%                         | –                            | 6,409                   | 0.3%                    | –                       | 1,014  | 0.05% | –     |        |       |                 | 2,070,074    |
| Louisiana           | 1,208,269              | 60.2%                  | 8                      | 766,424              | 38.2%                | –                    | 7,137             | 0.4%              | –                 | 6,639                        | 0.3%                         | –                            | 6,831                   | 0.3%                    | –                       | 10,981 | 0.46% | –     |        |       |                 | 2,006,281    |
| Maine †             |                        |                        | –                      |                      |                      | 2                    |                   |                   | –                 |                              |                              | –                            |                         |                         | –                       |        |       | –     |        |       |                 |              |
| ME-1                | 165,322                | 38.2%                  | –                      | 256,570              | 59.3%                | 1                    | 4,836             | 1.1%              | –                 | –                            | –                            | –                            | 2,809                   | 0.7%                    | –                       | 2,853  | 0.7%  | –     |        |       |                 |              |
| ME-2                |                        |                        | 1                      |                      |                      | –                    |                   |                   | –                 |                              |                              | –                            |                         |                         | –                       |        |       | –     |        |       |                 |              |
| Maryland            |                        |                        | –                      |                      |                      | 10                   |                   |                   | –                 |                              |                              | –                            |                         |                         | –                       |        |       | –     |        |       |                 |              |
| Massachusetts       | 1,234,783              | 36.5%                  | –                      | 2,072,304            | 61.3%                | 11                   | 25,387            | 0.8%              | –                 | –                            | –                            | –                            | 17,363                  | 0.5%                    | –                       | 32,173 | 1.0%  | –     |        |       |                 |              |
| Michigan            | 2,804,647              | 49.7%                  | 15                     | 2,724,029            | 48.3%                | –                    | 44,697            | 0.8%              | –                 | 26,847                       | 0.5%                         | –                            | 22,599                  | 0.4%                    | –                       | 15,882 | 0.24% | –     |        |       |                 | 5,645,936    |
| Minnesota           | 1,518,684              | 46.9%                  | –                      | 1,656,829            | 51.1%                | 10                   | 16,271            | 0.5%              | –                 | 23,991                       | 0.7%                         | –                            | 15,155                  | 0.5%                    | –                       | 9,474  | 0.29% | –     |        |       |                 |              |
| Mississippi         |                        |                        | 6                      |                      |                      | –                    |                   |                   | –                 |                              |                              | –                            |                         |                         | –                       |        |       | –     |        |       |                 |              |
| Missouri            | 1,739,047              | 58.5%                  | 10                     | 1,190,823            | 40.1%                | –                    | 16,957            | 0.6%              | –                 | –                            | –                            | –                            | 23,754                  | 0.8%                    | –                       |        |       | –     |        |       |                 | 2,979,051    |
| Montana             | 343,576                | 58.5%                  | 4                      | 225,519              | 38.4%                | –                    | 2,814             | 0.5%              | –                 | 11,452                       | 1.9%                         | –                            | 4,147                   | 0.7%                    | –                       |        |       | –     |        |       |                 | 586,646      |
| Nebraska †          |                        |                        | 2                      |                      |                      | –                    |                   |                   | –                 |                              |                              | –                            |                         |                         | –                       |        |       | –     |        |       |                 |              |
| NE-1                |                        |                        | 1                      |                      |                      | –                    |                   |                   | –                 |                              |                              | –                            |                         |                         | –                       |        |       | –     |        |       |                 |              |
| NE-2                |                        |                        | –                      |                      |                      | 1                    |                   |                   | –                 |                              |                              | –                            |                         |                         | –                       |        |       | –     |        |       |                 |              |
| NE-3                | 236,721                | 76.3%                  | 1                      | 69,809               | 22.5%                | –                    | 763               | 0.3%              | –                 | –                            | –                            | –                            | 1,963                   | 0.6%                    | –                       | 864    | 0.3%  | –     |        |       |                 |              |
| Nevada              |                        |                        | 6                      |                      |                      | –                    |                   |                   | –                 |                              |                              | –                            |                         |                         | –                       |        |       | –     |        |       |                 |              |
| New Hampshire       | 394,867                | 48.1%                  | –                      | 417,180              | 50.9%                | 4                    | 3,654             | 0.5%              | –                 | –                            | –                            | –                            | 4,386                   | 0.5%                    | –                       |        |       | –     |        |       |                 |              |
| New Jersey          |                        |                        | –                      |                      |                      | 14                   |                   |                   | –                 |                              |                              | –                            |                         |                         | –                       |        |       | –     |        |       |                 |              |
| New Mexico          | 422,184                | 45.9%                  | –                      | 476,088              | 51.8%                | 5                    | 4,571             | 0.5%              | –                 | 9,511                        | 1.0%                         | –                            | 3,735                   | 0.4%                    | –                       | 3,280  | 0.39% | –     |        |       |                 | 919,369      |
| New York            |                        |                        | –                      |                      |                      | 28                   |                   |                   | –                 |                              |                              | –                            |                         |                         | –                       |        |       | –     |        |       |                 |              |
| Carolina de Nord    | 2,878,108              | 51.1%                  | 16                     | 2,688,797            | 47.7%                | –                    | 24,363            | 0.4%              | –                 | –                            | –                            | –                            | 21,820                  | 0.4%                    | –                       | 18,681 | 0.3%  | –     |        |       |                 | 5,675,346    |
| Dakota de Nord      | 245,943                | 67.5%                  | 3                      | 111,966              | 30.8%                | –                    | –                 | –                 | –                 | –                            | –                            | –                            | 6,206                   | 1.7%                    | –                       |        |       | –     |        |       |                 | 367,198      |
| Ohio                | 3,116,579              | 55.2%                  | 17                     | 2,476,003            | 43.9%                | –                    | –                 | –                 | –                 | –                            | –                            | –                            | 27,502                  | 0.5%                    | –                       | 22,505 | 0.4%  | –     |        |       |                 | 5,644,642    |
| Oklahoma            | 1,036,213              | 66.2%                  | 7                      | 499,599              | 31.9%                | –                    | –                 | –                 | –                 | 16,020                       | 1.0%                         | –                            | 9,198                   | 0.6%                    | –                       | 5,143  | 0.3%  | –     |        |       |                 | 1,566,173    |
| Oregon              |                        |                        | –                      |                      |                      | 8                    |                   |                   | –                 |                              |                              | –                            |                         |                         | –                       |        |       | –     |        |       |                 |              |
| Pennsylvania        | 3,511,865              | 50.6%                  | 19                     | 3,366,829            | 48.5%                | –                    | 33,833            | 0.5%              | –                 | –                            | –                            | –                            | 32,954                  | 0.5%                    | –                       |        |       | –     |        |       |                 |              |
| Rhode Island        | 213,021                | 42.1%                  | –                      | 282,110              | 55.7%                | 4                    | 2,840             | 0.6%              | –                 | 5,010                        | 1.0%                         | –                            | 1,603                   | 0.3%                    | –                       | 1,506  | 0.27% | –     |        |       |                 |              |
| Carolina de Sud     | 1,481,919              | 58.2%                  | 9                      | 1,027,225            | 40.4%                | –                    | 8,102             | 0.3%              | –                 | –                            | –                            | –                            | 12,650                  | 0.5%                    | –                       | 15,136 | 0.6%  | –     |        |       |                 | 2,547,898    |
| Dakota de Sud       | 272,081                | 63.4%                  | 3                      | 146,859              | 34.2%                | –                    | –                 | –                 | –                 | 7,204                        | 1.7%                         | –                            | 2,778                   | 0.7%                    | –                       |        |       | –     |        |       |                 | 428,922      |
| Tennessee           | 1,964,499              | 64.2%                  | 11                     | 1,055,039            | 34.5%                | –                    | 8,953             | 0.3%              | –                 | 21,511                       | 0.7%                         | –                            | –                       | –                       | –                       | 10,292 | 0.33% | –     |        |       |                 |              |
| Texas               | 6,375,362              | 56.3%                  | 40                     | 4,806,436            | 42.4%                | –                    | 82,299            | 0.7%              | –                 | –                            | –                            | –                            | 68,264                  | 0.6%                    | –                       |        |       | –     |        |       |                 | 11,340,202   |
| Utah                |                        |                        | 6                      |                      |                      | –                    |                   |                   | –                 |                              |                              | –                            |                         |                         | –                       |        |       | –     |        |       |                 |              |
| Vermont             | 119,393                | 32.6%                  | –                      | 235,791              | 64.3%                | 3                    | –                 | –                 | –                 | 5,905                        | 1.6%                         | –                            | 1,828                   | 0.5%                    | –                       | 3,481  | 0.96% | –     |        |       |                 |              |
| Virginia            | 2,011,637              | 46.6%                  | –                      | 2,235,958            | 51.8%                | 13                   | 32,297            | 0.8%              | –                 | –                            | –                            | –                            | 18,959                  | 0.4%                    | –                       | 16,516 | 0.4%  | –     |        |       |                 |              |
| Washington          |                        |                        | –                      |                      |                      | 12                   |                   |                   | –                 |                              |                              | –                            |                         |                         | –                       |        |       | –     |        |       |                 |              |
| Virginia de Vest    | 527,704                | 70.2%                  | 4                      | 210,223              | 27.9%                | –                    | 2,482             | 0.3%              | –                 | 8,842                        | 1.2%                         | –                            | 2,995                   | 0.4%                    | –                       |        |       | –     |        |       |                 |              |
| Wisconsin           | 1,697,298              | 49.7%                  | 10                     | 1,667,881            | 48.9%                | –                    | 12,266            | 0.4%              | –                 | 17,681                       | 0.5%                         | –                            | 10,501                  | 0.3%                    | –                       | 8,846  | 0.24% | –     |        |       |                 |              |
| Wyoming             | 192,576                | 72.3%                  | 3                      | 69,508               | 26.1%                | –                    | –                 | –                 | –                 | –                            | –                            | –                            | 4,191                   | 1.6%                    | –                       |        |       | –     |        |       |                 |              |
| Total               |                        |                        | 312                    |                      |                      | 226                  |                   |                   | –                 |                              |                              | –                            |                         |                         | –                       |        |       | –     |        |       |                 |              |
|                     | Trump/Vance Republican | Trump/Vance Republican | Trump/Vance Republican | Harris/Walz Democrat | Harris/Walz Democrat | Harris/Walz Democrat | Stein/Ware Verzii | Stein/Ware Verzii | Stein/Ware Verzii | Kennedy/Shanahan Independent | Kennedy/Shanahan Independent | Kennedy/Shanahan Independent | Oliver/Maat Libertarian | Oliver/Maat Libertarian | Oliver/Maat Libertarian | Alții  | Alții | Alții | Marjă  | Marjă | Schimbare marjă | Total voturi |

### State care au schimbat votul în favoarea Republicanilor în detrimentul Democraților
- Arizona
- Georgia
- Michigan
- Nevada
- Pennsylvania
- Wisconsin

### Demografia votului
| Subgrup demografic                                                    | Trump     | Harris    | % din totalul voturilor |
| Ideologie                                                             | Ideologie | Ideologie | Ideologie               |
| --------------------------------------------------------------------- | --------- | --------- | ----------------------- |
| Liberali                                                              | 7         | 91        | 23                      |
| Moderați                                                              | 40        | 58        | 42                      |
| Conservatori                                                          | 90        | 9         | 34                      |
| Partid                                                                |           |           |                         |
| Democrați                                                             | 4         | 95        | 31                      |
| Republicani                                                           | 94        | 5         | 35                      |
| Independenți                                                          | 46        | 49        | 34                      |
| Gen                                                                   |           |           |                         |
| Bărbați                                                               | 55        | 43        | 47                      |
| Femei                                                                 | 45        | 53        | 53                      |
| Statut matrimonial                                                    |           |           |                         |
| Căsătorit                                                             | 56        | 42        | 54                      |
| Necăsătorit                                                           | 42        | 55        | 46                      |
| Genul pe statut matrimonial                                           |           |           |                         |
| Bărbați căsătoriți                                                    | 60        | 38        | 28                      |
| Femei măritate                                                        | 52        | 47        | 26                      |
| Bărbați necăsătoriți                                                  | 48        | 48        | 20                      |
| Femei nemăritate                                                      | 38        | 61        | 27                      |
| Rasă/etnie                                                            |           |           |                         |
| Albi                                                                  | 57        | 42        | 71                      |
| Afro-americani                                                        | 13        | 86        | 11                      |
| Latino                                                                | 46        | 51        | 12                      |
| Asiatici                                                              | 40        | 55        | 3                       |
| Americani nativi/amerindieni                                          | 68        | 31        | 1                       |
| Alții                                                                 | 52        | 44        | 2                       |
| Gen pe rasă/etnie                                                     |           |           |                         |
| Bărbați albi                                                          | 60        | 38        | 34                      |
| Femei albe                                                            | 53        | 46        | 37                      |
| Bărbați de culoare                                                    | 21        | 77        | 5                       |
| Femei de culoare                                                      | 7         | 92        | 7                       |
| Bărbați latino                                                        | 54        | 44        | 6                       |
| Femei latino                                                          | 39        | 58        | 6                       |
| Alții                                                                 | 47        | 49        | 6                       |
| Religie                                                               |           |           |                         |
| Protestantă/Alte rituri creștine                                      | 63        | 36        | 42                      |
| Catolică                                                              | 59        | 39        | 22                      |
| Iudaică                                                               | 22        | 78        | 2                       |
| Altă religie                                                          | 34        | 61        | 10                      |
| Fără afiliere religioasă                                              | 27        | 71        | 24                      |
| Religia pe grupuri rasiale/etnice                                     |           |           |                         |
| Protestanți albi/alți creștini                                        | 72        | 26        | 30                      |
| Catolici albi                                                         | 63        | 35        | 15                      |
| Iudei albi                                                            | 20        | 79        | 2                       |
| Albi de altă regligie                                                 | 42        | 55        | 5                       |
| Albi fără afiliere religioasă/agnostici/atei                          | 26        | 71        | 17                      |
| Albi evanghelici sau creștini născuți din nou                         |           |           |                         |
| Da                                                                    | 82        | 17        | 22                      |
| Nu                                                                    | 40        | 58        | 78                      |
| Vârstă                                                                |           |           |                         |
| 18–24 ani                                                             | 43        | 54        | 9                       |
| 25–29 ani                                                             | 45        | 53        | 6                       |
| 30–39 ani                                                             | 45        | 51        | 16                      |
| 40–49 ani                                                             | 49        | 49        | 16                      |
| 50–64 ani                                                             | 56        | 43        | 27                      |
| 65 ani și peste                                                       | 50        | 49        | 28                      |
| Vârsta în funcție de gen                                              |           |           |                         |
| Bărbați de 18-29 de ani                                               | 49        | 48        | 7                       |
| Bărbați de 33-44 de ani                                               | 52        | 45        | 12                      |
| Bărbați de 45-64 de ani                                               | 59        | 39        | 16                      |
| Bărbați de 65 de ani sau mai bătrâni                                  | 56        | 43        | 12                      |
| Femei de 18-29 de ani                                                 | 38        | 61        | 7                       |
| Femei de 30-44 de ani                                                 | 41        | 56        | 12                      |
| Femei de 45-64 de ani                                                 | 50        | 49        | 19                      |
| Femei de 65 de ani sau mai bătrâne                                    | 46        | 53        | 16                      |
| Vârsta în funcție de rasă/etnie                                       |           |           |                         |
| Albi de 18–29 ani                                                     | 49        | 49        | 8                       |
| Albi de 30–44 ani                                                     | 54        | 44        | 15                      |
| Albi de 45–64 ani                                                     | 61        | 37        | 25                      |
| Albi de 65 ani sau mai bătrâni                                        | 56        | 43        | 22                      |
| Afro-americani de 18–29 ani                                           | 16        | 83        | 2                       |
| Afro-americani 30–44 ani                                              | 15        | 83        | 3                       |
| Afro-americani de 45–64 ani                                           | 14        | 84        | 4                       |
| Afro-americani de 65 ani sau mai bătrâni                              | 6         | 93        | 3                       |
| Latino de 18–29 ani                                                   | 45        | 51        | 3                       |
| Latino de 30–44 ani                                                   | 45        | 52        | 3                       |
| Latino de 45–64 ani                                                   | 48        | 51        | 4                       |
| Latino de 65 ani sau mai bătrâni                                      | 41        | 58        | 2                       |
| Alții                                                                 | 47        | 49        | 6                       |
| Orientare sexuală                                                     |           |           |                         |
| LGBT                                                                  | 12        | 86        | 8                       |
| Non-LGBT                                                              | 53        | 45        | 92                      |
| A votat pentru prima oară                                             |           |           |                         |
| Da                                                                    | 55        | 44        | 8                       |
| Nu                                                                    | 49        | 49        | 92                      |
| Educație                                                              |           |           |                         |
| Liceu sau mai puțin                                                   | 62        | 36        | 15                      |
| Studii universitare neîncheiate                                       | 51        | 47        | 26                      |
| Studii postliceale                                                    | 57        | 41        | 16                      |
| Diploma de Licența                                                    | 45        | 53        | 24                      |
| Studii postuniversitare                                               | 38        | 59        | 19                      |
| Educație în funcție de rasă/etnie                                     |           |           |                         |
| Albi cu studii universitare                                           | 45        | 52        | 33                      |
| Albi fără studii universitare                                         | 66        | 32        | 39                      |
| Non-albi cu studii universitare                                       | 32        | 65        | 10                      |
| Non-albi fără studii universitare                                     | 34        | 64        | 19                      |
| Educație în funcție de rasă/gen                                       |           |           |                         |
| Femei albe cu studii universitare                                     | 41        | 58        | 17                      |
| Femei albe fără studii universitare                                   | 63        | 35        | 20                      |
| Bărbați albi cu studii universitare                                   | 50        | 48        | 16                      |
| Bărbați albi fără studii universitare                                 | 69        | 29        | 18                      |
| Non-albi                                                              | 33        | 64        | 29                      |
| Venit                                                                 |           |           |                         |
| Sub $30,000                                                           | 46        | 50        | 12                      |
| $30,000–49,999                                                        | 52        | 46        | 16                      |
| $50,000–99,999                                                        | 52        | 46        | 32                      |
| $100,000–199,999                                                      | 46        | 51        | 28                      |
| Peste $200,000                                                        | 46        | 52        | 13                      |
| Gospodării                                                            |           |           |                         |
| Da                                                                    | 45        | 53        | 19                      |
| Nu                                                                    | 51        | 47        | 81                      |
| Serviciul militar                                                     |           |           |                         |
| Veterani                                                              | 65        | 34        | 12                      |
| Non-veterani                                                          | 48        | 50        | 88                      |
| Regiune                                                               |           |           |                         |
| Est                                                                   | 44        | 54        | 21                      |
| Vestul mijlociu                                                       | 52        | 46        | 22                      |
| Sud                                                                   | 56        | 43        | 35                      |
| Vest                                                                  | 43        | 54        | 23                      |
| Tipul zonei                                                           |           |           |                         |
| Urban                                                                 | 38        | 60        | 29                      |
| Suburbie                                                              | 51        | 47        | 51                      |
| Rural                                                                 | 64        | 34        | 19                      |
| Votanți albi din suburbii în funcție de gen                           |           |           |                         |
| Femei albe                                                            | 53        | 46        | 19                      |
| Bărbați albi                                                          | 62        | 36        | 18                      |
| Alți votanți                                                          | 45        | 52        | 63                      |
| Opinia despre mandatul lui Biden                                      |           |           |                         |
| În total dezacord                                                     | 94        | 4         | 45                      |
| Un oarecare dezacord                                                  | 42        | 54        | 14                      |
| Un oarecare acord                                                     | 4         | 95        | 24                      |
| În total acord                                                        | 1         | 98        | 15                      |
| Starea despre cum merg lucrurile în SUA                               |           |           |                         |
| Furios                                                                | 73        | 26        | 30                      |
| Nesatisfăcător                                                        | 55        | 42        | 43                      |
| Satisfăcător                                                          | 16        | 83        | 19                      |
| Entuziast                                                             | 9         | 91        | 6                       |
| Cele mai bune vremuri din SUA sunt                                    |           |           |                         |
| În viitor                                                             | 40        | 58        | 61                      |
| În trecut                                                             | 67        | 31        | 35                      |
| Calitatea candidatului care a contat cel mai mult                     |           |           |                         |
| Are abilitatea de-a conduce                                           | 66        | 33        | 30                      |
| Poate aduce schimbarea necesară                                       | 74        | 24        | 28                      |
| Are o judecată bună                                                   | 15        | 83        | 20                      |
| Îi pasă de oamenii ca mine                                            | 25        | 72        | 18                      |
| Votați în principal pentru președinte                                 |           |           |                         |
| Pentru candidatul tău                                                 | 55        | 44        | 73                      |
| Împotriva oponenților                                                 | 36        | 60        | 24                      |
| Care candidat e prea extremist                                        |           |           |                         |
| Trump este prea extremist                                             | 2         | 97        | 45                      |
| Harris este prea extremistă                                           | 99        | 1         | 38                      |
| Atât Harris cât și Trump sunt prea extremiști                         | 67        | 22        | 8                       |
| Nici Harris nici Trump sunt prea extremiști                           | 67        | 27        | 5                       |
| M-am decis cu cine voi vota                                           |           |           |                         |
| Înainte de septembrie                                                 | 51        | 49        | 79                      |
| În septembrie                                                         | 46        | 52        | 7                       |
| În octombrie                                                          | 42        | 49        | 6                       |
| În ultimele săptămâni                                                 | 56        | 42        | 3                       |
| În ultimele zile                                                      | 47        | 42        | 4                       |
| Tema cea mai importantă                                               |           |           |                         |
| Democrația                                                            | 18        | 80        | 34                      |
| Economia                                                              | 81        | 18        | 32                      |
| Avortul                                                               | 24        | 76        | 14                      |
| Imigrația                                                             | 89        | 9         | 11                      |
| Politica externă                                                      | 56        | 39        | 4                       |
| Democrația în Statele Unite este pusă în pericol                      |           |           |                         |
| Democrația americană este foarte pusă în pericol                      | 52        | 47        | 38                      |
| Democrația americană este oarecum pusă în pericol                     | 48        | 50        | 35                      |
| Democrația americană este oarecum în siguranță                        | 47        | 50        | 17                      |
| Democrația americană este foarte în siguranță                         | 54        | 44        | 8                       |
| Încrezător că alegerile s-au desfășurat liber și corect               |           |           |                         |
| Foarte încrezător                                                     | 13        | 84        | 35                      |
| Oarecum încrezător                                                    | 59        | 39        | 33                      |
| Nu foarte încrezător                                                  | 82        | 16        | 21                      |
| Per total neîncrezător                                                | 80        | 18        | 10                      |
| Îngrijorat cu privire la violență în funcție de rezultatul alegerilor |           |           |                         |
| Da                                                                    | 42        | 56        | 70                      |
| Nu                                                                    | 69        | 29        | 28                      |
| Starea economiei americane                                            |           |           |                         |
| Slabă                                                                 | 88        | 10        | 33                      |
| Nu foarte bună                                                        | 52        | 46        | 35                      |
| Bună                                                                  | 7         | 92        | 27                      |
| Excelentă                                                             | 11        | 89        | 5                       |
| Situația economică a familiei astăzi                                  |           |           |                         |
| Mai slabă față de acum patru ani                                      | 82        | 16        | 46                      |
| Aproximativ aceeași                                                   | 27        | 71        | 30                      |
| Mai bună ca acum patru ani                                            | 14        | 83        | 24                      |
| Inflația a cauzat dificultăți în familie în ultimul an                |           |           |                         |
| Dificultăți severe                                                    | 76        | 23        | 22                      |
| Dificultăți moderate                                                  | 52        | 46        | 53                      |
| Nu a avut impact                                                      | 21        | 78        | 24                      |
| Avortul ar trebui să fie                                              |           |           |                         |
| Legal în toate cazurile                                               | 9         | 88        | 32                      |
| Legal în majoritatea cazurilor                                        | 49        | 49        | 33                      |
| Ilegal în majoritatea cazurilor                                       | 92        | 7         | 26                      |
| Ilegal în toate cazurile/interzis                                     | 88        | 11        | 6                       |
| Opinia despre Curtea Supremă                                          |           |           |                         |
| Acord                                                                 | 85        | 14        | 35                      |
| Dezacord                                                              | 27        | 72        | 60                      |
| Majoritatea imigranților fără acte din SUA ar trebui să fie           |           |           |                         |
| Să li se ofere șansa de-a primi un statut legal                       | 22        | 76        | 56                      |
| Deportați                                                             | 87        | 11        | 40                      |
| Sprijinul SUA pentru Israel este                                      |           |           |                         |
| Prea puternic                                                         | 30        | 67        | 31                      |
| Suficient                                                             | 39        | 60        | 31                      |
| Nu suficient de puternic                                              | 82        | 18        | 30                      |

## Urmări

### Noaptea alegerilor
NewsNation a fost primul canal de televiziune care a transmis victoria lui Trump; televiziunea s-a bazat pe datele de la Decision Desk HQ, iar proiecția a fost făcută la 1:22 a.m. EST pe 6 noiembrie. Fox News l-a dat posibil câștigător pe Trump la 1:47 a.m. înainte ca CNN, ABS, CBS, NBC și Associated Press să înceapă să-l declare câștigător la 2:25 a.m.  Într-un centru de convenții din West Palm Beach, Florida, a fost întâmpinat cu urale de susținători, scandând „SUA! SUA! SUA!” când Fox News l-a declarat câștigător. Trump și-a revendicat victoria într-un discurs adresat susținătorilor săi, unde i s-au alăturat pe scenă familia sa și partenerul său de candidatură, JD Vance, spunând: „America ne-a dat un mandat puternic și fără precedent”. Harris nu a vorbit cu susținătorii ei, care se adunaseră la Universitatea Howard, alma mater. Copreședintele ei de campanie, Cedric Richmond, s-a adresat pe scurt mulțimii, spunând că Harris va vorbi public miercuri. Câteva ore mai târziu, alte instituții de presă l-au proiectat și pe Trump drept al 47-lea președinte al Statelor Unite, Associated Press descriind-o drept o „revenire extraordinară pentru un fost președinte”.

### Reacții

#### Politice
Fostul președinte George W. Bush, care a refuzat să susțină vreunul dintre candidați, i-a oferit felicitări lui Trump și a spus că ceea ce el a definit ca pe o „prezență puternică” la alegeri este un „semn al sănătății republicii noastre și al puterii noastre și instituțiilor democratice.”
Pe 6 noiembrie, a doua zi după ce a fost declarată victoria lui Trump, Harris și-a recunoscut public înfrângerea.

#### Financiare
Principalii indici de pe Wall Street au raportat maxime record în ziua de după noaptea alegerilor, cu Dow Jones Industrial Average în creștere cu 3,57%, S&P 500 cu 2,53% și Nasdaq cu 2,95%. Elon Musk, un susținător proeminent al lui Trump și CEO al Tesla Motors, a înregistrat o creștere de aproape 20 de miliarde de dolari a averii sale după o creștere post-electorală a acțiunilor companiei cu 12%, până la un maxim de 288 de dolari pe acțiune.

#### Conspirații privind "fraudarea alegerilor"
În urma victoriei lui Trump, unii susținători ai lui Harris de pe platforma X au împărtășit teoriile conspirației de negare a alegerilor, susținând că milioane de buletine de vot „au fost „lăsate nenumărate” și că a existat ceva „în neregulă” cu alegerile. Asemenea postări care susțin în mod fals că Trump a „furat” alegerile au atins apogeul la prânz a doua zi, cu 94.000 de postări pe oră, multe primind amplificare și câștigând fiecare peste un milion de vizualizări. Potrivit lui Gordon Crovitz, CEO al sistemului de rating media NewsGuard, expresia „Trump a trișat” a primit 92.100 de mențiuni pe platformă de la miezul nopții până în dimineața de miercuri după. Pe lângă afirmațiile susținătorilor lui Harris, unii susținători ai lui Trump au susținut fără temei că diferența dintre alți ani, alegerile din 2020 și totalurile incomplete ale voturilor din 2024 au indicat fraude ale alegătorilor.
O „bază” majoră pe care s-au întemeiat aceste afirmații false a fost afirmația conform căreia Biden a câștigat cu 20 de milioane de voturi mai multe în candidatura lui anterioară decât Harris în a ei. La momentul în care aceste erori au fost răspândite, voturile erau încă numărate în multe state. O estimare din acea perioadă, folosind procentul total de voturi de la Associated Press, a constatat că 16,2 milioane de voturi în douăzeci de state și Washington D.C. nu au fost încă numărate. Analiza statistică a votului a afirmat că, în ciuda numărării continue, proiecțiile erau deja stabilite și noi buletine de vot nu ar influența rezultatele niciunuia dintre state și D.C. Directorul Agenției pentru Securitate Cibernetică și Infrastructură, Jen Easterly, a respins afirmațiile false și a scris într-o declarație că „nu există nicio dovadă a vreunei activități rău intenționate care să aibă un impact material asupra securității sau integrității infrastructurii noastre electorale”.

### Analiză
Înfrângerea Kamalei Harris de către Trump a primit numeroase analize media. Jon Sopel de la The Independent a scris că problemele cele mai presante care au decis înfrângerea lui Harris au fost chestiuni la care Biden a fost perceput ca un eșec de către publicul american; acestea au inclus faptul că inflația a crescut cu 20% și salariile nu s-au ajustat pentru a se potrivi, precum și problema de la granița dintre Mexic și Statele Unite. Sopel a spus că, „îmbrățișând agenda Biden, [Harris] pur și simplu s-a legat de nepopularitatea lui”. Sopel a opinat că Partidul Democrat nu a avut legătură cu starea de spirit populară din SUA, subliniind lipsa de acțiune cu privire la imigrația ilegală, lipsa de atenție față de starea economică și lipsa de interes a majorității americanilor față de administrația Biden, eforturile de diversitate, echitate și incluziune. Time a citat un strateg democrat care a lucrat cu Biden, care a spus că partidul „știe demult că sunt slabi ca performanță printre bărbații latini și negri”, făcând ca concentrarea lui Harris asupra femeilor și a apelurilor privind protecția drepturilor reproductive „un pas greșit major” în oferta ei electorală. Într-un alt articol de la Time, Henry M. J. Tonks a legat rezultatul de prioritizarea de către partid a lucrătorilor din clasa profesionistă și a suburbiilor în detrimentul alegătorilor din clasa muncitoare, gulere albastre. El a susținut că deplasarea față de alegătorii clasei muncitoare a avut loc de la sfârșitul anilor 1960, ca răspuns la războiul din Vietnam și creșterea industriei tehnologice.
Edward-Isaac Dovere de la CNN a considerat că unele probleme, cum ar fi problemele cu personalul ei, ar fi putut fi rezolvate, dar altele, precum legăturile ei cu Biden, nu ar fi putut fi rezolvate. Dovere a gândit că, dacă Biden s-ar fi retras mai devreme, Partidul Democrat ar fi avut timp să lanseze o campanie primară adecvată. El a gândit, de asemenea, că Walz a fost ales pentru că nu a putut să o „eclipseze” și că acest lucru reflectă „încrederea ei recent găsită și nesiguranța ei de lungă durată”. The Economic Times a citat sondaje care arată un „sentiment negativ larg” cu privire la economie, iar Harris a fost „învinsă neîncetat” de Trump în timpul campaniilor în acest sens. Economic Times a citat evaluarea profesorului de la Facultatea de Drept de la Universitatea din Richmond, Carl Tobias, în ceea ce privește poziția lui Trump cu privire la victoria pe tema imigrației în fața lui Harris și a menționat modul în care Trump și-a sporit sprijinul din partea hispanicilor, în special în apropierea graniței mexico-americane și în zonele afectate de imigrația recentă. Los Angeles Times a considerat că Harris nu poate depăși faptul că este candidatul te tip „întoarce pagina” și l-a citat pe strategul principal al fostului președinte Barack Obama, David Axelrod, care a spus: „Dacă ești vicepreședintele unei administrații, oamenii vor să te concedieze,” sunt mult în spatele mingii de opt pentru a începe." Los Angeles Times a spus că, în afară de contextul criminal, Trump „nu a urmat niciodată un scenariu, a batjocorit regulile și a vorbit direct despre anxietățile economice și culturale ale țării, pe limba oamenilor simpli”.
Courtney Subramanian de la BBC a spus că Harris „nu a putut zdruncina sentimentul anti-Biden care a pătruns o mare parte din electorat”, că „nu a reușit să ofere un argument convingător despre motivul pentru care ar trebui să conducă țara”, nu a declarat o strategie de combatere a problemelor economice și nu a reușit să abordeze preocupările larg răspândite cu privire la imigrație. David Faris, în Newsweek, a susținut că campania lui Harris s-a concentrat prea mult pe „never-Trumpers”, nu a reușit să se rupă de Biden și că alegătorii erau „furioși” pentru starea economiei și imigrației și „l-au eliminat acest mizerabil vicepreședinte în exercițiu”. Jeet Heer de la The Nation a dat o evaluare similară, atribuind în plus pierderea lui Harris pe seama sentimentului „antisistem” larg răspândit și afirmând că democrații pot câștiga doar dacă „devin partidul care aspiră să fie mai mult decât îngrijitorii unui sistem deteriorat, ci mai degrabă dispus să îmbrățișeze politici radicale pentru a schimba acel status quo.” Vox a evidențiat inflația reală, creșterea șomajului și creșterea datoriilor consumatorilor și scăderea economiilor drept indicatori economici cheie pe care democrații „s-ar putea să-i fi neglijat”. Într-un alt articol de la Vox, Andrew Prokop a susținut că Harris a avut de suferit din cauza unei reacții la nivel global față de cei aflați în funcție pe timp de inflație, precum și de luptele ei de unificare a partidului în ceea ce privește problematica din Gaza, de a nu fi candidat al schimbării și de dificultatea ei de a apăra sau de a abandona pozițiile pe care le-a luat în cursa prezidențială din 2020.
„În mare parte din acest an electoral, succesorii moderni ai populismului din cadrul Partidului Democrat au oferit un anti-populism: spunându-le alegătorilor că greșesc. Americanii au fost informați că greșesc atunci când observă corodarea abilităților lui Joe Biden și greșesc că nu cred că înlocuirea sa ar trebui să fie decisă printr-o conspirație în culise. Greșeau că nu se bucurau de miracolul economic american și greșeau că nu se îngrijorau pentru viitorul democrației. Oamenii de culoare și studenții greșeau că se așteptau ca partidul să se opună masacrului din Gaza. Comunitatea Latino nu era recunoscătoare pentru că părăsea partidul egalității rasiale, în timp ce bărbații afro-americani erau nechibzuiți pentru că nu susțineau o femeie de culoare. Toți greșeau că nu savurau mitingurile deschise de Beyoncé și Usher, scenetele de la Saturday Night Live și acel clip cu Barack Obama cântând rap. De ce nu puteau simți pur și simplu bucuria?”